# Johan Gómez
Johan Arath Gómez Mendoza (Arlington, 23 luglio 2001) è un calciatore statunitense, attaccante dell'Eintracht Braunschweig.

## Biografia
È nato negli Stati Uniti da genitori messicani. Anche suo fratello Jonathan è un calciatore professionista.

## Carriera

### Club
Gómez è cresciuto nel settore giovanile del FC Dallas dove ha militato dal 2013 al 2019, anno in cui ha vinto con il North Texas (squadra satellite del club rossoblu) la USL League One. Il 31 agosto 2019 è stato acquistato dal Porto, che lo ha assegnato alla propria formazione B. Ha debuttato il 19 agosto nell'incontro di Segunda Liga vinto 4-1 contro il Vizela, trovando subito la via del gol. L'8 luglio 2021 è passato allo Zwickau, club della terza divisione tedesca, con cui ha disputato due stagioni da titolare segnando 12 reti in 69 partite.
Il 13 giugno 2023 ha firmato un biennale con l'Eintracht Braunschweig.

### Nazionale
Ha giocato con le nazionali Under-20 ed Under-23 statunitensi.
Nel 2024 è stato incluso fra i giocatori di riserva dalla nazionale olimpica statunitense per le Olimpiadi di Parigi.

## Statistiche

### Presenze e reti nei club
Statistiche aggiornate al 15 dicembre 2024.
| Stagione                      | Squadra                       | Campionato                    | Campionato | Campionato | Coppe nazionali | Coppe nazionali | Coppe nazionali | Coppe continentali | Coppe continentali | Coppe continentali | Altre coppe | Altre coppe | Altre coppe | Totale | Totale | Totale |
| Stagione                      | Squadra                       | Comp                          | Pres       | Reti       | Comp            | Pres            | Reti            | Comp               | Pres               | Reti               | Comp        | Pres        | Reti        | Pres   | Reti   |        |
| ----------------------------- | ----------------------------- | ----------------------------- | ---------- | ---------- | --------------- | --------------- | --------------- | ------------------ | ------------------ | ------------------ | ----------- | ----------- | ----------- | ------ | ------ | ------ |
| 2019                          | North Texas                   | USL-1                         | 6          | 1          |                 | -               | -               |                    | -                  | -                  |             | -           | -           | 6      | 1      |        |
| 2020-2021                     | Porto                         | LdH                           | 23         | 1          | -               | -               | -               | -                  | -                  | -                  | -           | -           | -           | 23     | 1      |        |
| 2021-2022                     | Zwickau                       | 3L                            | 34         | 6          | CG              | 0               | 0               | -                  | -                  | -                  | -           | -           | -           | 34     | 6      |        |
| 2022-2023                     | Zwickau                       | 3L                            | 35         | 6          | CG              | 0               | 0               | -                  | -                  | -                  | -           | -           | -           | 35     | 6      |        |
| Totale Zwickau                | Totale Zwickau                | Totale Zwickau                | 69         | 12         |                 | 0               | 0               |                    | -                  | -                  |             | -           | -           | 69     | 12     |        |
| 2023-2024                     | Eintracht Braunschweig        | 2L                            | 34         | 3          | CG              | 1               | 0               | -                  | -                  | -                  | -           | -           | -           | 35     | 3      |        |
| 2024-2025                     | Eintracht Braunschweig        | 2L                            | 16         | 0          | CG              | 7               | 0               | -                  | -                  | -                  | -           | -           | -           | 16     | 0      |        |
| Totale Eintracht Braunschweig | Totale Eintracht Braunschweig | Totale Eintracht Braunschweig | 50         | 3          |                 | 2               | 0               |                    | -                  | -                  |             | -           | -           | 52     | 3      |        |
| Totale carriera               | Totale carriera               | Totale carriera               | 148        | 17         |                 | 2               | 0               |                    | -                  | -                  |             | -           | -           | 150    | 17     |        |

## Palmarès

### Club

#### Competizioni nazionali
- USL League One: 1

North Texas: 2019